# Loxosceles rosana
Espèce
Loxosceles rosana est une espèce d'araignées aranéomorphes de la famille des Sicariidae.

## Distribution
Cette espèce est endémique de la région de La Libertad au Pérou,.

## Description
La femelle holotype mesure 11,5 mm.

## Publication originale
- Gertsch, 1967 : The spider genus Loxosceles in South America (Araneae, Scytodidae). Bulletin of the American Museum of Natural History, vol. 136, no 3, p. 117-174 (texte intégral).